# Michael McGlinchey
Michael Ryan McGlinchey (Wellington, 7 de enero de 1986) es un exfutbolista neozelandés que jugaba como centrocampista.
Empezó su carrera en el Celtic F. C., y aunque nunca tuvo lugar en el primer equipo, ganó la Premier League de Escocia en dos ocasiones, la Copa de Escocia en 2007 y la Copa de la Liga de Escocia en 2006. Más adelante obtuvo el campeonato en la A-League 2012-13 con el Central Coast Mariners.
Aunque representó a Escocia en las categorías sub-20 y sub-21, decidió jugar para su país natal, Nueva Zelanda. Con los All Whites disputó la Copa Mundial de 2010.

## Carrera
Debutó en diciembre de 2005 jugando para el Celtic escocés, en lo que sería luego su única aparición en el club. En la temporada 2007-08 estuvo a préstamo en el Dunfermline Athletic antes de rescindir su contrato en 2009 y firmar con el Central Coast Mariners de Australia. En 2010 fue dado a préstamo al Motherwell para tener más rodaje de cara a la Copa Mundial de 2010. A finales de 2013, a mitad de la temporada 2013-14, el club australiano dio a McGlinchey a préstamo al Vegalta Sendai de Japón. A mediados de 2014 dejó el elenco japonés y decidió no firmar con los nuevos dueños de la franquicia, considerándose un jugador libre. Sin embargo, el Central Coast acudió a la justicia y le impidió al neozelandés firmar con el Wellington Phoenix, aunque finalmente no se interpondría, convirtiendo a McGlinchey en un jugador de los Nix.

### Clubes
| Club                                    | País          | Año       |
| --------------------------------------- | ------------- | --------- |
| Celtic F. C.                            | Escocia       | 2005-2009 |
| Dunfermline Athletic F. C. (a préstamo) | Escocia       | 2007-2008 |
| Central Coast Mariners                  | Australia     | 2009-2014 |
| Motherwell F. C. (a préstamo)           | Escocia       | 2010      |
| Vegalta Sendai (a préstamo)             | Japón         | 2014      |
| Wellington Phoenix F. C.                | Nueva Zelanda | 2014-2018 |
| Central Coast Mariners                  | Australia     | 2018-2020 |
| Queen's Park F. C.                      | Escocia       | 2020-2021 |
| Clyde F. C.                             | Escocia       | 2021      |
| Weston Bears F. C.                      | Australia     | 2022      |

### Selección nacional
Representó a Escocia por el Mundial Sub-20 de Canadá 2007, donde disputó 2 partidos. Aun así, el llamado para la selección absoluta lo recibió de Nueva Zelanda, debutando internacionalmente el 9 de septiembre de 2009 en un amistoso ante Jordania que los Kiwis ganarían por 3-1.
Fue convocado para disputar la Copa Mundial de 2010, aunque no disputó ningún partido en la competición en la que los neozelandeses fueron la única selección invicta, empatando en sus tres encuentros. Fue parte también del plantel que jugó la Copa de las Naciones de la OFC 2012 y los Juegos Olímpicos de Londres. En 2016 colaboró en la obtención del torneo oceánico.

#### Partidos y goles internacionales
| Partidos y goles internacionales | Partidos y goles internacionales | Partidos y goles internacionales    | Partidos y goles internacionales | Partidos y goles internacionales | Partidos y goles internacionales           | Partidos y goles internacionales |
| #                                | Fecha                            | Estadio                             | Rival                            | Resultado                        | Competición                                | Gol(es)                          |
| -------------------------------- | -------------------------------- | ----------------------------------- | -------------------------------- | -------------------------------- | ------------------------------------------ | -------------------------------- |
| 2009                             |                                  |                                     |                                  |                                  |                                            |                                  |
| 1                                | 9 de septiembre                  | Estadio Rey Abdullah, Amán          | Jordania                         | 3 – 1                            | Amistoso                                   |                                  |
| 2                                | 10 de octubre                    | Estadio Nacional de Baréin, Riffa   | Baréin                           | 0 – 0                            | Clasificación para la Copa Mundial de 2010 |                                  |
| 3                                | 14 de noviembre                  | Westpac Stadium, Wellington         | Baréin                           | 1 – 0                            | Clasificación para la Copa Mundial de 2010 |                                  |
| 2010                             |                                  |                                     |                                  |                                  |                                            |                                  |
| 4                                | 3 de marzo                       | Estadio Rose Bowl, Pasadena         | México                           | 0 – 2                            | Amistoso                                   |                                  |
| 5                                | 24 de mayo                       | Melbourne Cricket Ground, Melbourne | Australia                        | 1 – 2                            | Amistoso                                   |                                  |
| 6                                | 9 de octubre                     | Estadio North Harbour, Auckland     | Honduras                         | 1 – 1                            | Amistoso                                   |                                  |
| 7                                | 12 de octubre                    | Westpac Stadium, Wellington         | Paraguay                         | 0 – 2                            | Amistoso                                   |                                  |
| 2011                             |                                  |                                     |                                  |                                  |                                            |                                  |
| 8                                | 25 de marzo                      | Estadio Wuhan Sports Center, Wuhan  | China                            | 1 – 1                            | Amistoso                                   | 1 (1)                            |
| 9                                | 1 de junio                       | Invesco Field at Mile High, Denver  | México                           | 0 – 3                            | Amistoso                                   |                                  |
| 10                               | 5 de junio                       | Adelaide Oval, Adelaida             | Australia                        | 0 – 3                            | Amistoso                                   |                                  |
| 2012                             |                                  |                                     |                                  |                                  |                                            |                                  |
| 11                               | 29 de febrero                    | Mount Smart Stadium, Auckland       | Jamaica                          | 2 – 3                            | Amistoso                                   |                                  |
| 12                               | 23 de mayo                       | BBVA Compass Stadium, Houston       | El Salvador                      | 2 – 2                            | Amistoso                                   |                                  |
| 13                               | 26 de mayo                       | Estadio Cotton Bowl, Dallas         | Honduras                         | 1 – 0                            | Amistoso                                   |                                  |
| 14                               | 2 de junio                       | Estadio Lawson Tama, Honiara        | Fiyi                             | 1 – 0                            | Copa de las Naciones de la OFC 2012        |                                  |
| 15                               | 4 de junio                       | Estadio Lawson Tama, Honiara        | Papúa Nueva Guinea               | 2 – 1                            | Copa de las Naciones de la OFC 2012        |                                  |
| 16                               | 8 de junio                       | Estadio Lawson Tama, Honiara        | Nueva Caledonia                  | 0 – 2                            | Copa de las Naciones de la OFC 2012        |                                  |
| 17                               | 7 de septiembre                  | Estadio Numa-Daly Magenta, Numea    | Nueva Caledonia                  | 2 – 0                            | Clasificación para la Copa Mundial de 2014 |                                  |
| 18                               | 11 de septiembre                 | Estadio North Harbour, Auckland     | Islas Salomón                    | 6 – 1                            | Clasificación para la Copa Mundial de 2014 |                                  |
| 19                               | 12 de octubre                    | Estadio Pater Te Hono Nui, Papeete  | Tahití                           | 2 – 0                            | Clasificación para la Copa Mundial de 2014 |                                  |
| 20                               | 16 de octubre                    | Estadio Pater Te Hono Nui, Papeete  | Tahití                           | 3 – 0                            | Clasificación para la Copa Mundial de 2014 | 2 (3)                            |
| 21                               | 14 de noviembre                  | Estadio Hongkou, Shanghái           | China                            | 1 – 1                            | Amistoso                                   |                                  |
| 2013                             |                                  |                                     |                                  |                                  |                                            |                                  |
| 22                               | 22 de marzo                      | Forsyth Barr Stadium, Dunedin       | Nueva Caledonia                  | 2 – 1                            | Clasificación para la Copa Mundial de 2014 |                                  |
| 23                               | 15 de octubre                    | Hasely Crawford, Puerto España      | Trinidad y Tobago                | 0 – 0                            | Amistoso                                   |                                  |
| 24                               | 13 de noviembre                  | Estadio Azteca, México, D. F.       | México                           | 1 – 5                            | Clasificación para la Copa Mundial de 2014 |                                  |
| 25                               | 20 de noviembre                  | Westpac Stadium, Wellington         | México                           | 2 – 4                            | Clasificación para la Copa Mundial de 2014 |                                  |
| 2014                             |                                  |                                     |                                  |                                  |                                            |                                  |
| 26                               | 5 de marzo                       | Estadio Olímpico, Tokio             | Japón                            | 2 – 4                            | Amistoso                                   |                                  |
| 27                               | 30 de mayo                       | Mount Smart Stadium, Auckland       | Sudáfrica                        | 0 – 0                            | Amistoso                                   |                                  |
| 28                               | 8 de septiembre                  | Estadio Pakhtakor, Taskent          | Uzbekistán                       | 1 – 3                            | Amistoso                                   |                                  |
| 29                               | 14 de noviembre                  | National Stadium, Nanchang          | China                            | 1 – 1                            | Amistoso                                   |                                  |
| 30                               | 18 de noviembre                  | 80th Birthday Stadium, Korat        | Tailandia                        | 0 – 2                            | Amistoso                                   |                                  |
| 2015                             |                                  |                                     |                                  |                                  |                                            |                                  |
| 31                               | 31 de marzo                      | Estadio Mundialista, Seúl           | Corea del Sur                    | 0 – 1                            | Amistoso                                   |                                  |
| 32                               | 7 de septiembre                  | Estadio Thuwunna, Rangún            | Birmania                         | 1 – 1                            | Amistoso                                   |                                  |
| 33                               | 12 de noviembre                  | Estadio Al-Seeb, Mascate            | Omán                             | 1 – 0                            | Amistoso                                   |                                  |
| 2016                             |                                  |                                     |                                  |                                  |                                            |                                  |
| 34                               | 28 de mayo                       | Sir John Guise, Puerto Moresby      | Fiyi                             | 3 – 1                            | Copa de las Naciones de la OFC 2016        |                                  |
| 35                               | 31 de mayo                       | Sir John Guise, Puerto Moresby      | Vanuatu                          | 5 – 0                            | Copa de las Naciones de la OFC 2016        | 1 (4)                            |
| 36                               | 4 de junio                       | Sir John Guise, Puerto Moresby      | Islas Salomón                    | 1 – 0                            | Copa de las Naciones de la OFC 2016        |                                  |
| 37                               | 8 de junio                       | Sir John Guise, Puerto Moresby      | Nueva Caledonia                  | 1 – 0                            | Copa de las Naciones de la OFC 2016        |                                  |
| 38                               | 11 de junio                      | Sir John Guise, Puerto Moresby      | Papúa Nueva Guinea               | 0 – 0                            | Copa de las Naciones de la OFC 2016        |                                  |
| 39                               | 8 de octubre                     | Nissan Stadium, Nashville           | México                           | 1 – 2                            | Amistoso                                   |                                  |
| 40                               | 11 de octubre                    | RFK Stadium, Washington D. C.       | Estados Unidos                   | 1 – 1                            | Amistoso                                   |                                  |
| 2017                             |                                  |                                     |                                  |                                  |                                            |                                  |
| 41                               | 25 de marzo                      | Churchill Park, Lautoka             | Fiyi                             | 2 – 0                            | Clasificación para la Copa Mundial de 2018 |                                  |
| 42                               | 28 de marzo                      | Westpac Stadium, Wellington         | Fiyi                             | 2 – 0                            | Clasificación para la Copa Mundial de 2018 |                                  |
| 43                               | 2 de junio                       | Windsor Park, Belfast               | Irlanda del Norte                | 0 – 1                            | Amistoso                                   |                                  |
| 44                               | 12 de junio                      | Estadio Traktar, Minsk              | Bielorrusia                      | 0 – 1                            | Amistoso                                   |                                  |
| 45                               | 17 de junio                      | Zenit Arena, San Petersburgo        | Rusia                            | 0 – 2                            | Copa FIFA Confederaciones 2017             |                                  |
| 46                               | 21 de junio                      | Estadio Olímpico, Sochi             | México                           | 1 – 2                            | Copa FIFA Confederaciones 2017             |                                  |
| 47                               | 25 de junio                      | Zenit Arena, San Petersburgo        | Portugal                         | 0 – 4                            | Copa FIFA Confederaciones 2017             |                                  |
| 48                               | 1 de septiembre                  | Estadio North Harbour, Auckland     | Islas Salomón                    | 6 – 1                            | Clasificación para la Copa Mundial de 2018 | 1 (5)                            |
| 49                               | 6 de octubre                     | Estadio Toyota, Nagoya              | Japón                            | 1 – 2                            | Amistoso                                   |                                  |
| 50                               | 11 de noviembre                  | Westpac Stadium, Wellington         | Perú                             | 0 – 0                            | Clasificación para la Copa Mundial de 2018 |                                  |
| 51                               | 15 de noviembre                  | Estadio Nacional, Lima              | Perú                             | 0 – 2                            | Clasificación para la Copa Mundial de 2018 |                                  |
| 2018                             |                                  |                                     |                                  |                                  |                                            |                                  |
| 52                               | 24 de marzo                      | Pinatar Arena, Murcia               | Canadá                           | 0 – 1                            | Amistoso                                   |                                  |

## Palmarés

### Títulos nacionales
| Título          | Club                   | País      | Año     |
| --------------- | ---------------------- | --------- | ------- |
| Premier League  | Celtic F. C.           | Escocia   | 2005-06 |
| Copa de la Liga | Celtic F. C.           | Escocia   | 2005-06 |
| Copa de Escocia | Celtic F. C.           | Escocia   | 2006-07 |
| Premier League  | Celtic F. C.           | Escocia   | 2006-07 |
| A-League        | Central Coast Mariners | Australia | 2012-13 |

### Títulos internacionales
| Título               | Club (*)      | País               | Año  |
| -------------------- | ------------- | ------------------ | ---- |
| Copa de las Naciones | Nueva Zelanda | Papúa Nueva Guinea | 2016 |

(*) Incluyendo la selección.